# Драи, Патрик
Патрик Драи (фр. Patrick Drahi; род. 20 августа 1963) — французский предприниматель, миллиардер (на 2015 г. — обладатель третьего по величине состояния во Франции), основатель и глава телекоммуникационной корпорации Altice.

## Биография
Патрик Драи родился 20 августа 1963 года в Касабланке, Марокко, в семье марокканских евреев, преподающих математику. Родители: отец Марсель Драи и мать Люсетт Драи. Семья переехала во Францию в 1978 году, когда Патрику было 15 лет и поселилась в Монпелье. Он закончил несколько лучших инженерных школ страны — в том числе знаменитую Ecole Polytechnique, которую в свое время закончили основатели концернов Citroen и Schlumberge.
В 1994 году основал свою первую компанию Sud Câble Services.
В 2001 году он учредил холдинговую компанию Altice.
В 2013 году Драи основал новостной канал i24news.
Он смог приобрести французскую компанию SFR — которая является вторым по величине мобильным оператором во Франции, после Orange. Сумма сделки составила 17 миллиардов евро.
Драи также купил в США, кабельного оператора Cablevision за $17,7 млрд и чуть раньше Драи приобрел ещё одного американского оператора кабельного телевидения — Suddenlink Communications за сумму более 9 миллиардов долларов. В конце апреля 2019 года — Драи полностью выкупил трехлетний американский стартап Cheddar, фокусирующийся на потоках вещания финансовых новостей.
Патрик Драи получил Израильское гражданство сразу после покупки контрольного пакета акций израильской компании Hot в 2009 году.
В апреле 2014 года спас «Libération» от банкротства путём инвестирования 18 млн €.
В 2016 году Драи стал почётным доктором Еврейского университета в Иерусалиме.
Собственный капитал: 9,2 миллиарда USD (2019 г.).
Женат на сирийско-греческой православной Лине Драи, от брака с ней имеет четверых детей.
С 1999 года Патрик Драи проживает в основном в Женеве (Швейцария), но официально зарегистрирован в Церматте (Швейцария), где он пользуется привилегированным статусом «налогового резидента», что позволяет ему платить меньше налогов в Израиле и во Франции.
Драи также имеет квартиру в Первой башне Ротшильдов в Тель-Авиве.

## Бизнес
Патрик Драи владеет:
- одним из самых популярных каналов новостей Франции BFM TV;
- радиосетью RMC;
- ежедневной газетой Liberation;
- еженедельником L’Express;
- телеканалом i24NEWS;
- несколькими мобильными операторами во Франции, Португалии, Израиле;
- кабельными сетями в США.

В июне 2019 года Патрик Драи приобрёл аукционный дом Sotheby’s за $3,7 млрд.

## Состояние
В 2019 году в списках Forbes с личным состоянием в $7,7 млрд он стал восьмым самым богатым человеком Франции.
На 2022 год занимает 10 место в списке богатейших израильтян.